# Me!
Me! (Eigenschreibweise: ME!) ist ein Lied der US-amerikanischen Popsängerin Taylor Swift mit Brendon Urie, dem Frontmann der Band Panic! at the Disco.

## Komposition
Das Stück ist eine Bubblegum-Pop-Ballade, welche in C-Dur geschrieben wurde und 91 Schläge pro Minute aufweist. Das Lied hat eine I-vi-IV-V-Akkordfolge, welche auch als „50er-Jahre-Akkordfolge“ bezeichnet wird. Swifts Stimmumfang reicht von F3 bis E5.

## Mitwirkende
- Gesang – Taylor Swift, Brendon Urie[2]
- Songwriting – Taylor Swift, Brendon Urie, Joel Little
- Produktion – Taylor Swift, Joel Little
- Keyboard – Joel Little
- Schlagzeug – Joel Little
- Gitarre – Joel Little
- Synthesizer – Joel Little
- Abmischung – Serban Ghenea, John Hanes
- Platteningenieur – Joel Little
- Platteningenieurassitent – John Rooney
- Studiopersonal – John Rooney, Serban Ghenea, John Hanes

## Promotion
Am 13. April 2019 erschien ein Countdown bis zum 26. April Mitternacht auf Swifts Website, welcher zu Spekulationen über die Veröffentlichung neuer Musik führte. Am 25. April berichteten verschiedene Nachrichtenagenturen, dass ein Wandgemälde eines Schmetterlings in Nashville, Tennessee, gemalt von der Straßenkünstlerin Kelsey Montague, mit der bevorstehenden Veröffentlichung in Verbindung gebracht wurde. Mehrere hundert Menschen versammelten sich am Wandgemälde, als der Schriftzug „ME!“ von Montague hinzugefügt wurde.
Das Lied wurde bei den MTV Europe Music Awards 2019 mit dem Preis für das Best Video ausgezeichnet.

## Kommerzieller Erfolg

### Chartplatzierungen
| ChartsChartplatzierungen       | Höchstplatzierung | Wochen |
| ------------------------------ | ----------------- | ------ |
| Deutschland (GfK)              | 12 (8 Wo.)        | 8      |
| Österreich (Ö3)                | 7 (10 Wo.)        | 10     |
| Schweiz (IFPI)                 | 12 (10 Wo.)       | 10     |
| Vereinigte Staaten (Billboard) | 2 (20 Wo.)        | 20     |
| Vereinigtes Königreich (OCC)   | 3 (15 Wo.)        | 15     |

| ChartsJahrescharts (2019)      | Platzierung |
| ------------------------------ | ----------- |
| Vereinigte Staaten (Billboard) | 43          |
| Vereinigtes Königreich (OCC)   | 71          |

### Auszeichnungen für Musikverkäufe
| Land/Region                  | Auszeichnungen für Musikverkäufe (Land/Region, Auszeichnung, Verkäufe) | Verkäufe  |
| ---------------------------- | ---------------------------------------------------------------------- | --------- |
| Australien (ARIA)            | 5× Platin                                                              | 350.000   |
| Brasilien (PMB)              | Diamant                                                                | 160.000   |
| Dänemark (IFPI)              | Gold                                                                   | 45.000    |
| Deutschland (BVMI)           | Gold                                                                   | 200.000   |
| Italien (FIMI)               | Gold                                                                   | 35.000    |
| Kanada (MC)                  | Platin                                                                 | 80.000    |
| Mexiko (AMPROFON)            | Gold                                                                   | 30.000    |
| Neuseeland (RMNZ)            | 2× Platin                                                              | 60.000    |
| Norwegen (IFPI)              | Gold                                                                   | 30.000    |
| Österreich (IFPI)            | Platin                                                                 | 30.000    |
| Polen (ZPAV)                 | Platin                                                                 | 20.000    |
| Portugal (AFP)               | Platin                                                                 | 10.000    |
| Spanien (Promusicae)         | Gold                                                                   | 30.000    |
| Vereinigte Staaten (RIAA)    | 2× Platin                                                              | 2.000.000 |
| Vereinigtes Königreich (BPI) | Platin                                                                 | 712.000   |
| Insgesamt                    | 6× Gold · 14× Platin · 1× Diamant ·                                    | 3.792.000 |

Hauptartikel: Taylor Swift/Auszeichnungen für Musikverkäufe/Lieder

### Auszeichnungen für Musikstreaming
| Land/Region  | Auszeichnungen für Musikverkäufe (Land/Region, Auszeichnung, Verkäufe) | Verkäufe   |
| ------------ | ---------------------------------------------------------------------- | ---------- |
| Japan (RIAJ) | Gold                                                                   | 50.000.000 |
| Insgesamt    | 1× Gold ·                                                              | 50.000.000 |

Hauptartikel: Taylor Swift/Auszeichnungen für Musikverkäufe/Lieder

## Auszeichnungen
| Jahr | Auszeichnungsveranstaltung      | Kategorie                                         | Ergebnis  | Einzelnachweis |
| ---- | ------------------------------- | ------------------------------------------------- | --------- | -------------- |
| 2019 | BreakTudo Awards                | Boom Video of the Year                            | Nominiert | [ 15 ]         |
| 2019 | MTV Europe Music Awards         | Best Video                                        | Gewonnen  | [ 16 ]         |
| 2019 | MTV Video Music Awards          | Best Collaboration                                | Nominiert | [ 17 ]         |
| 2019 | MTV Video Music Awards          | Best Visual Effects                               | Gewonnen  | [ 17 ]         |
| 2019 | MTV Video Music Awards          | Best Cinematography                               | Nominiert | [ 17 ]         |
| 2019 | MTV Video Music Awards Japan    | Best Female International Artist Video            | Gewonnen  | [ 18 ]         |
| 2019 | People’s Choice Awards          | Music Video of 2019                               | Nominiert | [ 19 ]         |
| 2019 | Teen Choice Awards              | Choice Song: Female Artist                        | Nominiert | [ 20 ]         |
| 2019 | Teen Choice Awards              | Choice Pop Song                                   | Nominiert | [ 20 ]         |
| 2020 | iHeart Radio Music Awards       | Best Music Video                                  | Nominiert | [ 21 ]         |
| 2020 | iHeart Radio Music Awards       | Favorite Music Video Choreography                 | Nominiert | [ 21 ]         |
| 2020 | Girls Choice Awards             | Most Empowering Musical Collaboration of the Year | Gewonnen  | [ 22 ]         |
| 2020 | Nickelodeon Kids’ Choice Awards | Favorite Music Collaboration                      | Nominiert | [ 23 ]         |